# École supérieure pour la qualité, l'environnement et la sécurité en entreprise
 (février 2012).
L'École Supérieure pour la Qualité, l'Environnement, la Sécurité et la Santé en Entreprise (ESQESE) est une école supérieure qui propose une formation bac+3 et bac+5 dans les métiers du QSE (Qualité, hygiène, sécurité, environnement).
Elle a été créée en 1994 au sein de l'université catholique de Lyon.

## Historique
L'école a été fondée en 1994, année de parution de la deuxième version de la norme ISO 9001, alors que le management de la qualité commençait à se déployer dans les entreprises. Bien que les problématiques liées à la sécurité et l'environnement soient alors moins avancées (la première version de la norme environnementale ISO 14001 date de 1996, et celle de la première norme sécurité OHSAS 18001 de 1999), l'ESQESE a fait le choix de mettre au même niveau qualité, sécurité et environnement (QSE).

## Situation géographique
L'ESQESE se situe au cœur de Lyon, Place des Archives, sur le site de l'université catholique de Lyon. Depuis septembre 2012, l'ESQESE est également implantée à Toulouse, au sein de l'Institut catholique de Toulouse et depuis 2017 au sein de l'Institut Catholique de Paris.

## Activités
L'ESQESE propose :
- une formation à bac+3 permettant d'obtenir un titre certifié niveau III d'Animateur qualité, sécurité, santé au travail et environnement. Cette formation s'adresse à des bacheliers scientifiques. Le titre délivré est inscrit au Répertoire national de la certification professionnelle (RNCP).
- un master en management de la performance par l'approche QSE - master Manager QSE - en convention avec les IAE des villes concernées.

Les diplômes de l'ESQESE sont accessibles en VAE.
L'ESQESE assure aussi une activité de recherche en écotoxicologie au sein du laboratoire de biologie générale de l'Université Catholique de Lyon, laboratoire d'accueil habilité de l'école doctorale Biologie Moléculaire Intégrative et Cellulaire de l'Université Claude Bernard Lyon I - UMRS 449, et participe au Cos Management et services de l'AFNOR.

## Quelques chiffres
- Environ 25 étudiants par promotion en titre certifié à Lyon, 20 à Toulouse
- 15 à 20 étudiants en alternance (contrat de professionnalisation) en troisième année à Lyon, autant à Toulouse
- 30 étudiants par promotion en master
- 11 mois de stage au cours du parcours bac+3, 62 semaines en entreprise durant le master
- Plus de 90 intervenants
- 700 anciens élèves

## Sources
- « Accueil - France compétences », sur France compétences (consulté le 3 septembre 2020)
- http://www.letudiant.fr/fiches/metiers/fiche/ecole-superieure-qualite-securite-sante-environnement.html